# Titularbistum Assuras
Assuras  (ital.: Assura) ist ein Titularbistum der römisch-katholischen Kirche.
Es geht zurück auf ein früheres Bistum der gleichnamigen antiken Stadt in der römischen Provinz Zeugitana bzw. Africa proconsularis im heutigen nördlichen Tunesien. Das Bistum gehörte der Kirchenprovinz Karthago an.
| Titularbischöfe von Assuras |                                                                   |                                                                    |                    |                    |
| Nr.                         | Name                                                              | Amt                                                                | von                | bis                |
| 1                           | Petrus Gioeni                                                     |                                                                    | 2. Dezember 1743   | 13. Dezember 1761  |
| 2                           | Giovanni Domenico di Santa Chiara OCD (Michele Antonio Chiavassa) | Apostolischer Vikar von Idalcan, Golcondae und Groß Mogul (Indien) | 15. Juni 1756      | 26. Januar 1772    |
| 3                           | Franz Xaver Anton von Scheben                                     | Weihbischof in Worms (Deutschland)                                 | 22. April 1765     | 19. November 1779  |
| 4                           | Sébastien-Charles-Philibert de Roger de Cahuzac de Caux           | Koadjutorbischof von Aire (Frankreich)                             | 18. September 1780 | 26. Oktober 1783   |
| 5                           | Blas Joaquín Alvarez Palma                                        | Weihbischof in Sigüenza (Spanien)                                  | 17. April 1798     | 20. Juli 1801      |
| 6                           | Benito María de Moxó y Francolí OSB                               | Weihbischof in Michoacán (Mexiko)                                  | 20. Juni 1803      | 26. Juni 1805      |
| 7                           | Hubert Otto CICM                                                  | Apostolischer Vikar von Kansu (China)                              | 20. Juni 1890      | 25. Februar 1938   |
| 8                           | Alphonse Charles Kirmann SMA                                      | Apostolischer Vikar von Sassandra (Elfenbeinküste)                 | 9. April 1940      | 25. März 1955      |
| 9                           | Ernest Victor Tweedy Titularerzbischof pro hac vice               | emeritierter Erzbischof von Hobart (Australien)                    | 20. September 1955 | 27. September 1965 |
| 10                          | Augustin-Joseph Sépinski OFM Titularerzbischof pro hac vice       | Apostolischer Delegat Apostolischer Nuntius                        | 2. Oktober 1965    | 31. Dezember 1978  |
| 11                          | Reginald Joseph Orsmond                                           | Weihbischof in Johannesburg (Südafrika)                            | 27. Januar 1983    | 2. Juli 1984       |
| 12                          | František Vaňák                                                   | Apostolischer Administrator von Olmütz (Tschechien)                | 26. Juli 1989      | 21. Dezember 1989  |
| 13                          | Jesús Esteban Sádaba Pérez OFMCap                                 | Apostolischer Vikar von Aguarico (Ecuador)                         | 22. Januar 1990    |                    |